# Divisió d'honor d'escacs 2014
La Divisió d'honor d'escacs 2014 inclou els equips i resultats de la temporada 2014 de la màxima categoria de la Lliga Catalana d'Escacs que organitza la Federació Catalana d'Escacs.

## Dades dels equips
| Equip                | Ciutat                |
| -------------------- | --------------------- |
| SANT ANDREU          | Barcelona             |
| REUS DEPORTIU        | Reus                  |
| SITGES               | Sitges                |
| TRES PEONS           | Barcelona             |
| ESCOLA ESCACS DE BCN | Barcelona             |
| COLON SABADELL       | Sabadell              |
| SANT JOSEP BADALONA  | Badalona              |
| CERDANYOLA VALLES    | Cerdanyola del Vallès |
| LLEIDA               | Lleida                |
| BARCELONA UGA        | Barcelona             |
| ANDORRA              | Andorra la Vella      |
| BARBERA              | Barberà del Vallès    |
| FOMENT               | Barcelona             |
| FIGUERES             | Figueres              |
| PEONA I PEO          | Barcelona             |
| MONTCADA             | Montcada i Reixac     |

## Taula de resultats fase prèvia
Es mostra els resultats de les set rondes de la fase prèvia dels dos grups de la divisió d'honor d'escacs.
|   |                      | 1   | 2   | 3   | 4   | 5   | 6   | 7   | 8   |
| - | -------------------- | --- | --- | --- | --- | --- | --- | --- | --- |
| 1 | SANT ANDREU          | -   | 8.5 | 6.5 | 6   | 3   | 2.5 | 2   | 6   |
| 2 | REUS DEPORTIU        | 1.5 | -   | 4   | 5   | 3   | 1   | 1.5 | 2.5 |
| 3 | SITGES               | 3.5 | 6   | -   | 5   | 4   | 2.5 | 2   | 3   |
| 4 | TRES PEONS           | 4   | 5   | 5   | -   | 4.5 | 4   | 4.5 | 3   |
| 5 | ESCOLA ESCACS DE BCN | 7   | 7   | 6   | 5.5 | -   | 0.5 | 3   | 5.5 |
| 6 | COLON SABADELL       | 7.5 | 9   | 7.5 | 6   | 9.5 | -   | 5   | 6.5 |
| 7 | SANT JOSEP BADALONA  | 8   | 8.5 | 8   | 5.5 | 7   | 5   | -   | 8.5 |
| 8 | CERDANYOLA VALLES    | 4   | 7.5 | 7   | 7   | 4.5 | 3.5 | 1.5 | -   |

|   |               | 1   | 2   | 3   | 4   | 5   | 6   | 7   | 8   |
| - | ------------- | --- | --- | --- | --- | --- | --- | --- | --- |
| 1 | LLEIDA        | -   | 4   | 4   | 1.5 | 4   | 2   | 5   | 4.5 |
| 2 | BARCELONA UGA | 6   | -   | 8.5 | 7   | 8   | 8.5 | 5.5 | 9   |
| 3 | ANDORRA       | 6   | 1.5 | -   | 2   | 3   | 4.5 | 5.5 | 4   |
| 4 | BARBERA       | 8.5 | 3   | 8   | -   | 5.5 | 6.5 | 5.5 | 6   |
| 5 | FOMENT        | 6   | 2   | 7   | 4.5 | -   | 4.5 | 5   | 1.5 |
| 6 | FIGUERES      | 8   | 1.5 | 5.5 | 3.5 | 5.5 | -   | 6   | 7.5 |
| 7 | PEONA I PEO   | 5   | 4.5 | 4.5 | 4.5 | 5   | 4   | -   | 6   |
| 8 | MONTCADA      | 5.5 | 1   | 6   | 4   | 8.5 | 2.5 | 4   | -   |

## Classificacions fase prèvia
Es mostra les classificacions de la fase prèvia dels dos grups de la divisió d'honor d'escacs.
| Pos. | Equip                | Punts | SB     |
| ---- | -------------------- | ----- | ------ |
| 1    | COLON SABADELL       | 6.5   | 151.25 |
| 2    | SANT JOSEP BADALONA  | 6.5   | 146.75 |
| 3    | ESCOLA ESCACS DE BCN | 5     | 85.25  |
| 4    | SANT ANDREU          | 4     | 82.25  |
| 5    | CERDANYOLA VALLES    | 3     | 92.25  |
| 6    | SITGES               | 1.5   | 80.25  |
| 7    | TRES PEONS           | 1     | 112.75 |
| 8    | REUS DEPORTIU        | 0.5   | 55.75  |

| Pos. | Equip         | Punts | SB    |
| ---- | ------------- | ----- | ----- |
| 1    | BARCELONA UGA | 7     | 162.5 |
| 2    | BARBERA       | 6     | 116.5 |
| 3    | FIGUERES      | 5     | 94.75 |
| 4    | MONTCADA      | 3     | 87.5  |
| 5    | FOMENT        | 2.5   | 95    |
| 6    | PEONA I PEO   | 2     | 120.5 |
| 7    | ANDORRA       | 2     | 78.5  |
| 8    | LLEIDA        | 0.5   | 88.5  |

## Classificació final
La classificació final de la Lliga hi hagué un triple empat i pel sistema de desempat del Sonneborn-Berger determinà com a vencedor el Club Escacs Barcelona-UGA, malgrat perdre a la darrera ronda contra el SCC Sabadell.
| # | Equip                | 1 | 2 | 3 | 4 | 5 | 6 | 7 | 8 | Punts | Total | SB     | Class. |
| - | -------------------- | - | - | - | - | - | - | - | - | ----- | ----- | ------ | ------ |
| 1 | COLON SABADELL       | X | ½ | 1 | 1 | 1 | 0 | 1 | 1 | 5.5   | 9.5   | 416.75 | 2      |
| 2 | SANT JOSEP BADALONA  | ½ | X | 1 | 1 | 0 | ½ | 1 | 1 | 5     | 9     | 376    | 4      |
| 3 | ESCOLA ESCACS DE BCN | 0 | 0 | X | 1 | ½ | 0 | 0 | 1 | 2.5   | 6.5   | 261    | 6      |
| 4 | SANT ANDREU          | 0 | 0 | 0 | X | 0 | 0 | 0 | 1 | 1     | 5     | 228.5  | 7      |
| 5 | BARCELONA UGA        | 0 | 1 | ½ | 1 | X | 1 | 1 | 1 | 5.5   | 9.5   | 426.75 | 1      |
| 6 | BARBERA              | 1 | ½ | 1 | 1 | 0 | X | 1 | 1 | 5.5   | 9.5   | 376.5  | 3      |
| 7 | FIGUERES             | 0 | 0 | 1 | 1 | 0 | 0 | X | 1 | 3     | 7     | 312    | 5      |
| 8 | MONTCADA             | 0 | 0 | 0 | 0 | 0 | 0 | 0 | X | 0     | 3     | 241.5  | 8      |

## Pugen de Primera Divisió
Per la propera temporada, el Club d'Escacs Terrassa tornarà a jugar a la Divisió d'Honor 2015. També seran nou equip de la Divisió d'Honor per primera vegada en la seva història el Club Escacs Mollet en proclamar-se campió de la primera divisió. i el Catalunya Escacs Club que l'abril del 2014 va guanyar la final del play-off d'ascens el Club Escacs Sant Martí.